# Семь смертных грехов (манга)
«Семь сме́ртных грехо́в» (яп. 七つの大罪 Нанацу но Таидзай) — сёнэн-манга, автором которой является Накаба Судзуки, публиковавшаяся издательством Kodansha в журнале Weekly Shonen Magazine с октября 2012 года по март 2020. Всего был выпущен 41 том (346 глав) манги. Сюжет произведения происходит в альтернативной средневековой Британии, а её главными героями являются семь рыцарей-изгоев, каждый из которых воплощает один из семи смертных грехов. Фантастическая вселенная манги во многом основана на фольклоре бриттов — кельтских коренных народов Британии, а также есть множество заимствований из артурианы, серии легенд о короле Артуре
Манга была адаптирована студией A-1 Pictures в аниме-сериал, премьерный показ первых двух сезонов которого прошёл с октября 2014 по июнь 2018 года. Третий и четвёртый сезоны были созданы Studio Deen, последний из них начал трансляцию в январе 2021 года. Весь аниме-сериал на момент января 2023 года вмещает в себя 4 сезона, в каждом из которых находится по 24 серии (в общем 96 серий) длинной по 24 минуты каждая. Кроме того, на основе истории созданы несколько спин-офф манг, короткое 4-серийное аниме и два полнометражных анимационных фильма. После завершения выпуска оригинальной манги, начал выходить её сиквел — Four Knights of the Apocalypse.

## Сюжет
За десять лет до основных событий происходит великое несчастье: на столицу королевства Лионесс нападают, убив практически всех Святых Рыцарей, а виновными объявляют семерых сильнейших рыцарей — семь Смертных Грехов. Среди людей начинают ходить слухи об их крайних зверствах и жестокости. В настоящее время в королевстве происходит дворцовый переворот, из-за чего Святые Рыцари захватывают власть и заключают в темницу королевскую семью. Юной принцессе по имени Элизабет удаётся сбежать, и она отправляется в долгий путь в поисках Смертных Грехов, видя в них последнюю надежду спасти королевскую семью и весь Лионесс. Пытаясь избавиться от преследователей, девушка забредает в кабак молодого человека, который на деле оказывается бывшим лидером Смертных Грехов — Мелиодасом, который владеет сильнейшим из семи грехов, драконьим грехом гнева. Он выслушивает просьбу девушки и соглашается помочь ей найти остальные Грехи.

## Список персонажей
Мелиодас (яп. メリオダス Мэриодасу)
Сэйю: Юки Кадзи
Главный герой истории и предводитель Семи Смертных Грехов. Воплощает грех гнева, его символ — дракон. Хотя он выглядит как ребёнок, на деле Мелиодас гораздо старше. Владеет пивной лавкой, на которой путешествует. Ужасно готовит. Любит постоянно лапать Элизабет, чем злит остальных. Несмотря на это, Мелиодас очень добр и дружелюбен ко всем и старается всегда драться не в полную силу, чтобы не ранить противника сильно. Это связано с тем, что в приступе гнева парень становится смертельно опасным, и даже в прошлом полностью уничтожил королевство Данафор вместе с близкими ему людьми. В результате уже много лет Мелиодас носит тяжёлую ношу и не желает никому причинять вред. Трепетно оберегает Элизабет, сильно напоминающую его покойную возлюбленную. В бою он невероятно быстр и силён, его особая способность заключается в том, что он может отражать (полностью или даже преувеличивая) магическую атаку противника, оборачивая её против него. В приступе гнева у Мелиодаса становятся чёрными глаза и тело покрывается чёрными узорами, а его способности возрастают во много раз. Мелиодас принадлежит клану демонов и у него есть средний брат Эстаросса и младший брат Зелдрис, запечатанный вместе с другими демонами. Мелиодас бывший командир элитного отряда демонов «10 Заповедей», а также сын Короля Демонов, и это его грех, который он пытается искупить, защищая печать (все высшие демоны, Эстаросса и Зелдрис были запечатаны альянсом людей, фей, великанов, богинь и Мелиодасом). Его священным оружием является Лоствейн — короткий меч, который позволяет ему создавать собственных клонов за счёт уменьшения собственной силы. Как выясняется в начале истории, он его продал, чтобы купить себе пивную лавку. Впоследствии оружие ему вернула Мерлин. Несмотря на то, что Мелиодас содержит таверну, готовит он просто отвратительно. Уже после главной битвы первого сезона, говорящий свин Хоук отмечает, что своей стряпнёй Мелиодас мог бы сразить Хендриксона.
Элизабет Лионесс (яп. エリザベス・リオネス Эридзабэсу Рионэсу)
Сэйю: Сора Амамия (ТВ-1),
Третья принцесса Лионесса и главная героиня, во время дворцового переворота сбежала из замка и отправилась в поиски Семи Смертных Грехов, чтобы остановить святых рыцарей. В результате встречается с Мелиодасом, который соглашается помочь ей. Она очень добра и наивна, и не реагирует плохо, когда Мелиодас начинает её лапать. Позже выясняется, что она не настоящая принцесса по крови и была принята в королевскую семью, так как в её жилах течёт кровь племени друидов, и хоть это проявлялось и раньше, когда дорогие ей люди получали раны из-за неё, известно ей самой это стало когда она вылечила всех рыцарей в радиусе полкилометра во время битвы с Хендриксеном. Элизабет похожа на покойную возлюбленную Мелиодаса — Лиз (потому что Элизабет — это, по сути, «реинкарнация» Лиз). И в манге и в аниме сериале (в начале второго сезона), при разговоре с Дианой, признаётся в том, что влюблена в Мелиодаса.
Хоук (яп. ホーク Хо:ку)
Сэйю: Мисаки Куно
Говорящая свинья, любящая питаться объедками. Очень любит поболтать и, несмотря на свою слабость перед остальными, всегда очень храбр и подбадривает главных героев. Впадает в ярость, когда Мелиодас пристаёт к Элизабет и иногда связывает его. В отличие от остальных, он очень привязан к Элизабет. Несмотря на свою безобидность и слабость на фоне Смертных Грехов или святых рыцарей, Хоук не такой бессильный, как кажется. Например, он без проблем может справится с обыкновенными солдатами или выломать железную дверь. Члены команды иногда делают намёки на то, что хотят съесть его. Погибает, защищая Мелиодаса и Элизабет, но затем возрождается в миниатюрном виде, а через несколько глав снова становится нормальных размеров. В дополнительных эпизодах после первого сезона, где в том числе описывается знакомство Хоука с Мелиодасом, даются намёки, что свин является реинкарнацией говорящего попугая, когда-то бывшего напарником Мелиодаса. Также как потом выяснилось, Хоук был глазами Короля Демонов, которые следили за его старшим сыном Мелиодосом, и показывая его планы.
Диана (яп. ディアンヌ Дианну)
Сэйю: Аои Юки
Грех зависти, носит метку змеи. Девушка из племени великанов, её рост составляет 30 футов, хотя она говорит, что 29. Весёлая и вспыльчивая особа, часто бросается в бой перед тем, как обдумать ситуацию. Влюблена в Мелиодаса, но её чувства не взаимны. Сначала не жаловала Элизабет, ревнуя её к Мелиодасу, но после того, как Элизабет проявляет свою отвагу, меняет о ней своё мнение, и сдружается с ней. Упорно не замечает, что в неё влюблён Кинг, но очень ценит его как товарища и друга. В детстве жила одна в пещере, познакомилась с Кингом и общалась с ним на протяжении многих десятилетий (для великанов и фей время течёт гораздо медленнее). Позже Кинг стёр память Дианы и она забыла о встрече с ним. В манге вспоминает о детстве и признаётся, что любит Кинга во время разговора с Элизабет. После того, как Грехов объявили преступниками, спряталась в лесу и заставляла мелких демонов отпугивать людей. Владеет колоссальной физической силой, а также магией великанов. Может повелевать землёй и создавать из неё каменные столбы, а также создавать из земли големов. Её священным оружием является Гидеон — гигантский двуручный молот размером с небольшую гору. С ним её возможность повелевать землёй достигает силы, способной поднимать целые горы в воздух. Несколько раз уменьшалась до размера человека. Однажды, Диану вместе с предводительницей великанов Матроной наняли рыцари Лионесса, чтобы помочь им сразиться с варварами. Однако это было ловушкой, чтобы возвысить славу рыцарей. В результате схватки Матрона погибла, пытаясь защитить Диану, а чтобы избежать наказания, оставшиеся в живых рыцари обвинили во всём великаншу, сказав что она убила Матрону из зависти к её силе, из-за чего её и назвали грехом зависти (Диана — единственный персонаж, которому не соответствует его грех, точнее, его просто выдумали или имелась ввиду её зависть к людям, ведь она считает, что её одиночество это результат её роста).
Бан (яп. バン)
Сэйю: Тацухиса Судзуки
Грех жадности, носит метку лисы. Самый неоднозначный персонаж, так как обладает качествами, типичными для злодея, что делает его антигероем. Он жесток и беспощаден к врагам, имеет напряжённые отношение с главными героями и склонен к садизму. Действует лишь для своей выгоды. Один лишь его взгляд вызывает чувство ужаса у остальных. Бессмертен и сколько бы его не разрезали или ранили — всё равно мгновенно восстанавливается. Ещё давно, когда не обладал бессмертием, был вором. Однажды он забрался в волшебный лес, чтобы испить источник бессмертия, но его не подпускала туда хранительница леса Элейн, оказавшаяся сестрой Арлекина, утверждавшая, что без источника лес иссохнет. Бан понимает это и больше не пытается украсть его. Узнав, что Элейн очень одиноко в лесу без брата, остаётся с ней и влюбляется в неё. Обещал Элейн вернуть её брата, Арлекина, чтобы она смогла стать свободной и путешествовать с Баном. Однако через семь дней на лес нападает демон и смертельно ранит их обоих. Элейн перед смертью передаёт Бану источник и тот уничтожает демона. Никто кроме самого Бана и, возможно, Гаутера, не знает что произошло в лесу на самом деле. Когда упавшего духом Бана поймали рыцари Лионесса, его приговорили к смерти за сожжение леса и убийство хранительницы, однако тридцать две казни так и не дали никакого результата. Долгое время Кинг думал, что именно Бан убил его сестру и уничтожил волшебный лес, и пытался отомстить. Сам Бан мечтает вернуть Элейн к жизни и готов сделать всё ради этого. Хотя он не владеет магией, обладает способностью поглощать силы противника, что вместе с бессмертием даёт ему возможность долго сражаться, изматывая противника. Его одежда постоянно портится и он периодически ворует её у других. В конце первого сезона Бан выполняет последнюю просьбу Элейн и сажает последнее зерно леса фей, чем возрождает его, регулярно возвращаясь и жертвуя свою кровь в новый источник вечной жизни. По этой причине выжившие феи считают его своим королём. Его священное оружие, по иронии, было кем-то украдено. В отличие от своего командира, Бан великолепно готовит.
Кинг (яп. キング Кинг)Настоящее Имя|Ильяр|
Сэйю: Дзюн Фукуяма
Грех лени, носит метку медведя. Настоящее имя — Король фей Арлекин, несмотря на свои детский вид, живёт уже более 1000 лет. В начале своей жизни не любил людей и старался их избегать. Также имеет вторую форму толстяка, в которой был всё время за десяток лет до основных событий. Может летать, но в отличие от большинства фей, не имеет крыльев. Когда-то давно покинул волшебный лес, который вместе с сестрой должен был защищать, чтобы спасти своего лучшего друга, но его внезапно ранили и он потерял память и познакомился с маленькой Дианой. Позже был обвинён в преступном бездействии, так как его друг, которого он не смог спасти, долгое время путешествовал по Лионессу убивая людей. Через 700 лет всё вспомнив и вернувшись в Лес, увидел, что он полностью выжжен. Кинг стал во всём винить Бана и пытаться убить его. Владеет священным оружием под названием Честифол — копьё, которым он может мастерски управлять на расстоянии и которое имеет несколько режимов, например, мелкие копья, гигантский смертоносный подсолнух или зелёная подушка (именно в таком виде оно пребывает чаще всего). Влюблён в Диану, но та всегда обращает внимание только на Мелиодаса, чем очень ранит Кинга.
Гаутер (яп. ゴウセル Го:сэру)
Сэйю: Юхэй Такаги
Грех похоти, ранее состоял в «10 Заповедях», как «Бескорыстность Гаутер», носит метку козла. Самый спокойный и рациональный из Грехов. Так как раньше носил огромные доспехи, все были уверены, что Гаутер должен был быть почти великаном, как Диана. На деле он невысокий молодой человек худощавого телосложения. Его главный козырь заключается именно в психической атаке, он способен читать мысли остальных, оценивая силу и слабости человека, может манипулировать и внушать людям желания. Но главным его оружием является проникновение в память противника, заставляя вспоминать или сопереживать его сильнейшие страхи и ошибки. Таким образом Гаутер может сделать любого противника в независимости от его силы недееспособным, заставив впасть в глубокий стресс. Владеет священным оружием под названием Херитт, которое представляет собой двойные одноручные луки из света. На самом деле Гаутер это оживлённая магией кукла, пытающаяся понять людей и их чувства. Мерлин создала для него магический браслет, повторяющий функции доспехов.
Мерлин (яп. マーリン Ма:рин)
Сэйю: Маая Сакамото
Грех чревоугодия, носит метку кабана. Могущественный маг, была долгое время наставником для молодого короля Артура. Способна создавать иллюзии, телепортироваться и излечивать раны. По утверждению Гаутера является потенциальным предателем, так как после обнаружения Грехами мёртвого верховного командира Святых Рыцарей усыпила всех и сбежала. Однако после воссоединения с остальными Грехами выясняется, что возможно это всё было частью какого-то плана. Её священным оружием является хрустальный шар под названием Альдан, который она может использовать для разведки. Так же она способна переместить в него свою душу. Способность - Бесконечность.
Эсканор (яп. エスカノール Эсукано:ру)
Сэйю: Томокадзу Сугита
Грех гордыни, носит метку льва. Человек. Обладает врождённой способностью под названием Солнечный свет: слаб ночью, но становится невероятно сильным с наступлением утра, пика силы достигает в полдень (в пике своей силы становится сильнейшим из смертных грехов). При этом изменениям подвергается и его личность: из скромного и робкого он превращается в самовлюблённого и высокомерного. После полудня его сила начинает постепенно уменьшаться, а темперамент — возвращаться к прежнему. Влюблён в Мерлин. На плакатах его изображают уже пожилым, но на деле оказался человеком средних лет с пышными усами. Его священным оружием является одноручный топор под названием Ритта, которым он может пользоваться только будучи сильным, то есть днём.
Заратрас (яп. ザラトラス Дзараторасу)
Великий Святой рыцарь, отец Гилсандера и брат Дрейфуса. В его смерти обвинили Семь смертных грехов. На деле же оказывается, что его убил Дрейфус, попросивший помощи Хендриксена, так как завидовал его силе.
Гилсандер (яп. ギルサンダー Гирусанда:)
Сэйю: Мамору Мияно
«Бриллиантовый» Святой рыцарь, владеет магией молнии. Несколько раз сходился в бою с Мелиодасом и даже победил. В детстве тренировался у Мелиодаса и страдал из-за того, что по его мнению был слишком слабым. Из-за чего усердно тренировался. Будучи святым рыцарем показан, как жестокий и холодный человек, свысока смотрящий на простых людей и без колебаний готовый убить Элизабет, несмотря на то, что был дружен с ней в детстве. Впоследствии оказывается, что за Гилсандером и его возлюбленной Маргарет десять лет наблюдали химеры, готовые убить одного из них, если другой сделает что-то неправильно. Когда Мелиодас освобождает его от проклятья, убив химеру, следившую за Маргарет, Гилсандер начинает сражаться заодно с Грехами.
Гила (яп. ギーラ Ги:ра)
Сэйю: Мария Исэ
Святой рыцарь нового поколения. Сражается с помощью шпаги, владеет магией «Взрыв». Преследует главных героев в попытке убить Мелиодаса и схватить Элизабет. Позже выясняется, что у неё есть младший брат Зил, для которого, она стала святым рыцарем, и выпила кровь демона, чтобы стать сильнее и защищать его. В начале показывается, что она холодная и жестокая девушка, которая готова на все, чтобы победить в бою, но следом выясняется, что она это делает для Зила, и показывается доброй и заботливой старшей сестрой. Во время финальной битвы в сериале, когда Диана спасает её брата от падающих камней, переосмысливает свою роль, как рыцаря и встаёт на сторону Грехов. Отец Гилы, был святым рыцарем, в манге показывается, что он покинул свою семью по неизвестным причинам, дальше выясняется, что он, как и Гила, выпил кровь демона, чтобы стать сильнее, и быть пример для своих детей. Несмотря на свой юный возраст, Гила очень умна и самостоятельна.
Хаузер (яп. ハウザー Хаудза:)
Сэйю: Рёхэй Кимура
«Платиновый» Святой рыцарь, друг Гилсандера, с которым часто работают в паре, образуя сильную команду. С помощью своей магии вызывает торнадо. Хотя он и является рыцарем, фактически никогда не вступал в бой с главными героями предпочитая лишь наблюдать со стороны, и даже испытывает в некотором роде чувства к Диане.
Дрейфус (яп. ドレファス Дорэфасу)
Сэйю: Кацуюки Кониси
Великий Святой рыцарь, занявший эту должность благодаря убийству предыдущего рыцаря, хоть тот и являлся его братом. Долгое время был правой рукой Хендриксена, преисполнен чувством чести и это одновременно заставляет его чувствовать сильную вину за смерть брата. На убийство он пошёл из-за сжигающей его ревности, так как брат был лучше его буквально во всём. Во время битвы с Гаутером, тот с помощью психической атаки заставил Дрейфуса снова почувствовать его страхи, после чего Дрейфус переосмыслил свою роль как рыцаря и решил встать на сторону короля и грехов. Якобы погибает в схватке с Хендриксоном, однако позже становится известно что оба рыцаря долгое время были под контролем демона, ответственного за уничтожение Данафора и являлся истинным врагом Грехов все это время. После их победы над Хендриксоном всё-таки выполнил свой план по освобождению клана демонов.
Хендриксон (яп. ヘンドリクセン Хэндорикусэн)
Сэйю: Юя Утида
Великий Святой рыцарь. Фактически являлся главным злодеем в сериале, так как руководил государственным переворотом и посадил в тюрьму членов королевской семьи. Также руководил экспериментами над трупом демона, чтобы увеличить силу человека. В результате экспериментов над собой стал постепенно превращаться в демона. Он также намеревается исполнить свою мечту и открыть врата в ад с помощью крови Элизабет, чтобы демоны уничтожили большинство населения и остались лишь сильнейшие. Однако его намерениям мешает Мелиодас. Впоследствии оказалось что Хендриксон был лишь марионеткой демона, владевшего как его сознанием, так и сознанием Дрейфуса (последним в большей степени, за счёт его силы), о чём он сообращает Гриамору, Хаузеру и Гилсандеру, надеясь на их помощь в борьбе с освобождёнными демонами.
Гриамор (яп. グリアモール Гуриамо:ру)
Сэйю: Такахиро Сакурай
Святой рыцарь, защищающий принцессу Веронику, к которой сильно привязан. Сын Дрейфуса, племянник Заратраса и двоюродный брат Гилсандера. Его способность — абсолютная стена, рождённая из его желания защищать Веронику. Эту стену невозможно разрушить даже метеоритом (хотя Диана с этим справилась).
Хельбрам (яп. ヘルブラム Хэрубураму)
Сэйю: Рётаро Окиаю (в форме человека), Хироси Камия (в форме феи)
Лучший друг Кинга, тоже фея. 700 лет назад на него и других фей, отлучившихся из Леса, напали контрабандисты, охотившиеся на фей ради их крыльев. Убил главного из нападавших, когда тот отвлёкся на Кинга, и, приняв его облик, начал мстить людям. Много лет спустя, умер от руки Кинга, но был воскрешён Хендриксеном и стал Святым рыцарем. Впоследствии был ещё дважды убит Кингом.
Вивиан (яп. ビビアン Бибиан)
Сэйю: Минако Котобуки
Волшебница, ученица Мерлин, безответно влюблена в Гилсандера. Корыстная женщина, под влиянием её магии Гилсандер стал верной пешкой Хендриксона и стал жестоким.
Иерихон (яп. ジェリコ Дзэрико)
Сэйю: Марина Иноуэ
Святой рыцарь нового поколения, в начале истории служила надсмотрщиком в тюрьме, где содержался Бан. Во время бегства Бан, опозорил девушку, содрав с неё одежду. После этого Джерико поклялась отомстить Бану и Грехам. Для этого согласилась выпить кровь демона, но и также потому, что хотела стать сильнее своего брата. Во время битвы в Лионессе, когда Хендриксон выпустил кровь демона у нового поколения из-под контроля, потеряла всю свою магию.

## Медиа

### Манга
Изначально Накаба Судзуки решил выпустить одну главу манги, которая была опубликована 22 ноября 2011 года в журнале Weekly Shōnen Magazine. Постоянно манга начала выпускаться с 10 октября 2012 года. Манга по состоянию на 17 февраля 2015 года была собрана в 13 томов. Изначально по задумке автора всего должно было быть выпущено 100 глав манги или 10 томов, но Накаба заявил, что собирается написать 20 или 30 томов.
19 октября 2013 года была выпущена ёнкома-кроссовер совместной работы Накабы Судзуки и Хиро Масимы, где был соединён сюжет Nanatsu no Taizai и Fairy Tail. 9 августа 2014 года свой выпуск начала пародийная манга Академия семи смертных грехов (яп. 七つの大罪学園 Нанацу но Тайдзай Гакуэн) в журнале Bessatsu Shōnen Magazine. Также Накаба нарисовал дополнительную главу специально для сёдзё-журнала Nakayoshi, выпущенную 3 октября 2014 года. Также Накаба создал короткую комедийную мангу, описывающую первую встречу Мелиодаса и Хаука. Манга была выпущена 20 октября 2014 года в журнале Magazine Special. Специально для программы для смартфонов и планшетов Manga Box Накаба начал выпускать специальные выпуски манги Наку на, Томо ё (яп. 泣くな 友よ, «Не плачь мой друг»), описывающий молодые годы Хэндриксена и Дрейфуса, а также Гирусанда: но Синдзицу (яп. ギルサンダーの真実, «Истина Гилсандера») где действие происходит после событий фестиваля боёв и главным его героем становится Гилсандер.
Манга была лицензирована компанией Kodansha Comics USA, для её показа на территории США, первая глава была выпущена 11 марта 2014 года. Когда манга выпускалась в Японии, она параллельно выпускалась на английском языке для сайта Crunchyroll.

### Аниме
В апреле 2014 года в 20-м выпуске журнала Weekly Shōnen Magazine было объявлено о предстоящем выпуске аниме-адаптации. Первая серия была показана по телеканалам Mainichi Broadcasting System и Japan News Network 5 октября 2014 года в 5 часов утра. Над созданием сериала работала студия A-1 Pictures, режиссёром выступил Тэнсай Окамура, над сценарием работали Сётаро Сюга (Rinne no Lagrange) и Кэйго Сакаки (Blue Exorcist), над музыкой работал известный композитор Хироюки Савано.
Первую открывающую заставку к аниме, «Netsujou no Spectrum», исполняют Ikimono-gakari, вторую, «Seven Deadly Sins», исполняют MAN WITH A MISSION, первую закрывающую заставку «7-Seven» исполняют совместно группы Flow и Granrodeo, вторую, «Season», — японская певица Алиса Такигава.
По мотивам 15 тома манги была выпущена OVA-серия под названием «Ban no Bangai-hen» (яп. 七つの大罪 バンの番外編 Бан но Бангаи-хэн, букв.«История спасения стража Баном»), которая вышла 17 июня 2015 года.

### Прочее
25 июля 2014 года была объявлено, что к выпуску готовятся две новеллы под названием Fate's Seven-day Period (яп. 宿命の七日間 Сюкумэй но Нанока-кан) и The Kingdom of the Olden Days: The Oath of Seven (яп. 昔日の王都　七つの誓い Сэдзикицу но Омияко, Нанацу но Тика).
11 февраля 2015 года разработчиком Bandai Namco Games была выпущена игра по мотивам манги под названием Seven Deadly Sins: Unjust Sin (яп. 七つの大罪 真実の冤罪 Нанацу но Тайдзай Синдзицу но Эндзай) для игровой приставки Nintendo 3DS.

## Критика и популярность
По состоянию на август 2014 года было продано 5 миллионов копий томов манги. А к январю 2015 года их количество возросло до 10 миллионов. За первую неделю после выпуска первого тома манги было продано 38 681 его копий, став 13 самой продаваемой мангой по версии Oricon. Второй том попал в 5 место, продав 106 829 копий за первую неделю, а третья заняла 3 место, продав 135 164 копий. Самой успешной оказался 12 том манги, когда было продано 307 374 копий за первую неделю, таким образом манга заняла второе место по продаваемости. Самый лучший результат оказался однако у 9-го тома, который стал самой продаваемой мангой, однако было продано меньше копий, чем у 12-го. Манга Nanatsu no Taizai стала 9-той самой продаваемой мангой в 2014 году с 4,6 миллионами проданными копиями. По мнению журнала Kono Manga ga Sugoi! манга Nanatsu no Taizai стала пятой лучшей мангой 2014 года для мужской аудитории. Манга была номинирована на премию Тайсё, как лучшая манга 2014 года, а также в международном фестивале комиксов в Ангулеме как лучший молодёжный комикс 2014 года.
Тома манги, выпущенные на территории США, в частности восьмой и девятый, вошли в список бестселлеров по версии The New York Times. Ребекка Сильверман, критик сайта Anime News Network, дала манге оценку 4 из 5-ти, назвав историю интересной сагой о «рыцарях в сияющих доспехах». Критик заметила что главный герой Мелиодас был создан под явным влиянием творчества Акиры Ториамы. Также Ребекка заметила: в стиле женских персонажей заметно влияние сёдзё-манги 70-х годов. Однако критик упрекнула, что главная героиня Элизабет как личность получилась слабоватой. Сильверман и Даника Дэвидсон в другом журнале Otaku USA отметили, что периодические выходки Мелиодаса с Элизабет хоть и имеют юмористический оттенок, некоторыми читателями могут быть неправильно поняты. Джейсон Томсон отметил, что сам сюжет манги во многом следует канонам сёнэна, таким образом делая сюжет и диалоги предсказуемыми, хоть и похвалил стиль манги и его «европейскую» тему.